# AntBoy: Den Røde Furies hævn
AntBoy: Den Røde Furies hævn (bra: Garoto-Formiga 2) é um filme dinamarquês, dirigido por Ask Hasselbalch e roterizado por Anders Ølholm. Tem como estrelas Oscar Dietz, Astrid Juncher-Benzon, Samuel Ting Graf e Amalie Kruse Jensen. Foi lançado em 25 de Dezembro de 2014.

## Elenco
- Oscar Dietz como Pelle Nøhrmann / Garoto-Formiga
- Astrid Juncher-Benzon como Maria Musajev / The Red Fury
- Samuel Ting Graf como Wilhem
- Amalie Kruse Jensen como Ida
- Hugh Lehane como O Flea
- Nicolas Bro como Albert Gæmelkrå / Pulga
- Hector Brøgger Andersen como Chris
- Cecilie Alstrup Tarp como Amanda

## Produção
O filme foi filmado em Hamburgo na Alemanha.

## Trilha Sonora
A trilha sonora do filme foi toda composta pelo músico Peter Peter.

## Ligações Externas
- AntBoy: Den Røde Furies hævn no IMDb
- Garoto-Formiga 2 no AdoroCinema